# Liolaemus lopezi
Liolaemus lopezi — вид ігуаноподібних ящірок родини Liolaemidae. Ендемік Чилі. Описаний у 2015 році.

## Поширення і екологія
Liolaemus lopezi відомі з типової місцевості, розташованої в районі Кебрада-де-Чуллункані, поблизу Кольчане в регіоні Тарапака, на висоті 3800 м над рівнем моря. Вони живуть у високогірних степах Альтіплано, порослих чагарниками.